# Самсоновский сельский совет
Самсоновский сельский совет (укр. Самсонівська сільська рада) — административно-территориальная единица в составе Краснодонского района Луганской области Украины.
Административный центр сельского совета находится в с. Самсоновка.

## Населённые пункты совета
- с. Придорожное
- с. Самсоновка

## Адрес сельсовета
94472, Луганська обл., Краснодонський р-н, с. Самсонівка, вул. Молодогвардійська, 30; тел. 7-09-98  (укр.)